# Грабувкі (Люблінське воєводство)
Грабувкі (пол. Grabówki) — село в Польщі, у гміні Вонвольниця Пулавського повіту Люблінського воєводства.
Населення — 97 осіб (2011).

## Демографія
Демографічна структура станом на 31 березня 2011 року:
|          | Загалом | Допрацездатний вік | Працездатний вік | Постпрацездатний вік |
| -------- | ------- | ------------------ | ---------------- | -------------------- |
| Чоловіки | 51      | 10                 | 37               | 4                    |
| Жінки    | 46      | 2                  | 28               | 16                   |
| Разом    | 97      | 12                 | 65               | 20                   |